# Bolsa de Valores da Guiana
A Bolsa de Valores da Guiana (Guyana Stock Exchange) (GSE) é uma bolsa de valores localizada em Georgetown, Guiana. Ele lista 15 empresas registradas e a negociação ocorre todas as segundas-feiras  via boca a boca no pregão, apoiada por um livro eletrônico de ordens com limite.  A Bolsa de Valores da Guiana é operada pela  Guyana Association of Securities Companies and Intermediaries Inc. (GASCI) e é regulamentada pelo Conselho de Valores Mobiliários da Guiana. A capitalização de mercado das ações locais em novembro de 2021 era de 568.639.217.573 GYD (US$ 2,72 bilhões). 
As primeiras negociações ocorreram em 30 de junho de 2003  com 12 empresas cadastradas. Em 2007, a Trinidad Cement Ltd de Trinidad e Tobago foi a primeira empresa a ser listada oficialmente na GSE, bem como a primeira empresa não guianesa a se registrar na bolsa  embora desde então tenha saído da bolsa. Em 2019, foram anunciados planos para o primeiro IPO do agronegócio,  mas foram paralisados devido à pandemia de COVID.
O Lucas Stock Index é publicado semanalmente pela Stabroek News e é composto pelas nove principais ações da bolsa. 
Em 2019, a Bolsa de Valores da Guiana redigiu um memorando de cooperação com a Bolsa de Valores de Barbados para facilitar a listagem cruzada entre os dois países.  O acordo também suscitou discussões sobre a mudança para um sistema de pagamento electrónico e a reforma da Lei da Indústria de Valores Mobiliários de 1998 para melhorar a supervisão e reduzir o risco.